# Histoire de l'Ipswich Town Football Club
Ipswich Town Football Club est un club de football anglais, basé à Ipswich, et fondé en 1878. L'équipe a joué au niveau amateur jusqu'en 1936, date a laquelle le club est passé professionnel et est promu en Southern Football League. Ipswich Town monte en Troisième division de la Football League, à la place du Gilligham FC, le 30 mai 1938.
Le club réussit en championnat pendant les années 1960, gagne le Football League Championship lors de la saison 1961-1962, une saison après la promotion de deuxième division. Une décennie plus tard, sous la direction de Bobby Robson, le club connait un grand succès en remportant la FA Cup et la Coupe de l'UEFA en 1981.
Ipswich Town a apporté une contribution non négligeable à l'Équipe d'Angleterre, à la fois avec Bobby Robson et avec Sir Alf Ramsey. Ce dernier a quitté Ipswich pour entraîné l'équipe nationale lors de ses meilleurs résultats à la Coupe du monde : quatrième en 1990 et victorieux en 1966.

## De la fondation au professionnalisme
Le club est fondé le 16 octobre 1878 sous le nom de Ipswich A.F.C., sous la présidence du député local Thomas Cobbold, qui avait joué au football à l'école de Charterhouse. George Sherrington et JM Franks sont élus capitaines. Le premier match du club se dispute le 2 novembre 1878, contre les Stoke Wanderers (victoire 6 - 1). Cette première réussite est suivie par une seconde lors du déplacement à Harwich (0 - 2). L'équipe ne perd que 17 rencontres lors de cette première saison, ce qui permet d’enrôler d'autres joueurs, et de fonder une seconde équipe. Ipswich enregistre sa plus grande victoire lors de la saison 1880-1881, et une victoire 15 - 0 contre East Stamford. Lors de ce match, John Knights signe un triple coup du chapeau, ce qui constitue le record du club. En 1884, le club migre vers le terrain de Portman Road, qu'il partagera jusqu'en 1936 avec le East Suffolk Cricket Club, un club de cricket, qui jouait dans ce stade depuis 1855. La famille Cobbold continue à participer à la vie du club lorsqu'en 1885, Nathanael Fromanteel Cobbold est élu vice-président du club. Après sa mort l'année suivante, c'est son neveu, John Dupuis Cobbold, qui occupera sa place.
Le club remporte son premier trophée lors de la saison 1886-1887, en l'emportant 2 - 1 contre l'Ipswich School en finale de la Suffolk Challenge Cup. En 1888, le club fusionne avec le Ipswich Rugby Club pour former le Ipswich Town F.C.. En 1890, le club dispute pour la première fois la FA Cup, mais est éliminé lors de la finale des qualifications par les 93rd Highlanders. Le club connait peu de succès dans cette coupe durant les années 1890, mais gagne un grand nombre de petites compétitions locales, comme la  Suffolk Senior Cup ou la  Ipswich Charity Cup. L'équipe reçoit des invitations pour rejoindre à la fois la Southern League  et la Norfolk and Suffolk League. Ispwich se rattachera lors de la saison 1899-1900 à la seconde citée, finissant quatrième lors de leur première saison.
En 1907, Ipswich Town devient membre de la Southern Amateur Football League. Le club évite de justesse la relégation dans la plupart des saisons suivantes. L'équipe subit la plus grosse défaite de son histoire en 1910, contre les Corinthian, 1 - 15, à Portman Road. Le début de la Première Guerre mondiale et la réquisition du stade par l'armée anglaise contraint la saison 1914-1915 à être annulée, jusqu'en 1920-1921. Un an plus tard, Ipswich Town devient champion de la Southern Amateur League, remportant le titre lors de l'ultime journée,. Le club remporte le championnat trois fois de plus, en 1929-1930, 1932-1933 et 1933-1934. Il devient alors l'un des membres fondateurs de la Eastern Counties Football League, à la fin de la saison 1934-1935.

## Débuts de la Football League: de 1936 à 1955
En 1936, l'homme d'affaires local Leonard P. Thompson propose de créer un club professionnel, Ipswich United. Le président, John Murray Cobbold, réunit les clubs rivaux pour une réunion à la mairie, le 1er mai. Au cours de l'entretien, il est dit qu'Ipswich Town devait devenir un club professionnel. À l’unanimité, le club décide de jouer en Southern Football League pour la saison 1936-1937. L'ancien international irlandais Mick O'Brien est le premier manager professionnel du club.
Le premier match professionnel de l'équipe, à Portman Road, se conclut par une victoire 4 - 1, contre Tunbridge Wells F.C.. Le club remporte le championnat, pour leur première saison. Mick O'Brien quitte le club, seulement une saison après son arrivée, en raison de la mort de sa femme. Ipswich Town n'est alors entraîné par personne, jusqu'au 10 novembre, date à laquelle Scott Duncan, qui venait de quitter Manchester United, a pris les rênes de l'équipe. Il emmène le club à la troisième place, lors de la saison 1937-1938.
Le 30 mai 1938, les membres de la Football League préfèrent le Ipswich Town F.C. plutôt que le Gillingham F.C. pour les rejoindre. Le club du Suffolk devait initialement joué en Third Division South. Le dernier match avant l'interruption du a la Seconde Guerre mondiale est un match nul, 1 - 1, contre les rivaux de Norwich City. John Murray Cobbold et Robert Nevill Cobbold ayant été tués durant la guerre, c'est John Cavendish Cobbold qui devient directeur général du club en 1948. Malgré la guerre, Scott Duncan a dirigé le club pendant plus de 500 matchs, entre 1937 et 1955. Après trois top-huit successifs, la saison 1949-1950 se termine à la 17e place pour Ipswich Town, la plus mauvaise place du club dans le championnat.
Durant les années 1950, le buteur Tom Garneys finit meilleur buteur du club durant quatre saisons consécutives, et est devenu le premier joueur d'Ipswich Town a marqué quatre buts dans un match. Durant cette période, Ipswich Town F.C.gagne le championnat et est promu en Second Division pour la saison 1953-1954, durant laquelle huit victoires consécutives ont été enregistrées,. Malheureusement, le club est relégué au terme d'une pauvre saison. Le seul point positif de la saison a été le cinquième tour atteint en FA Cup, le club ayant été éliminé par un club de First Division, le Preston F.C.. Scott Duncan démissionne mais reste au club, dans un rôle au secrétariat, pour trois ans. Son successeur, Alf Ramsey, est un novice au poste d'entraîneur, mais très expérimenté en tant que joueur : ancien international et double champion d'Angleterre avec les Tottenham Hotspur.

## Alf Ramsey et champion d'Angleterre: de 1955 à 1969
La nomination d'Alf Ramsey à la tête de l'équipe pousse Billy Wright à dire "En nommant Alf en tant que manager, Ipswich Town paye un énorme tribut au football, et ce sont les footballeurs qui le pensent". George Sherrington et JM Franks sont élus capitaines. Lors de la première saison de Ramsey, le club termine 3e de Third Division South, ayant marqué 106 buts en 46 matchs ! La saison suivante, le club gagne le championnat pour la seconde fois et assiste à l'éclosion de son buteur Ted Phillips, 46 buts dans la saison, record du club. Durant cette saison, Ipswich Town a joué pour la première fois sous les projecteurs, lors du match à Coventry en Septembre 1956. À la fin de la saison, John Cavendish Cobbold est nommé président du club. Les trois saisons suivantes se finissent en milieu de tableau pour Ipswich Town, désormais bien établi en deuxième division, avec un succès modéré en FA Cup, atteignant notamment le cinquième tour en 1958-1959.
Ipswich Town vit sa saison la plus réussie en 1960-1961, le club gagne le championnat et est donc promu dans le meilleur championnat anglais, avec Sheffield United et Liverpool F.C.. Dans l'élite, Ipswich devient champion lors de la première année, en 1961-1962, avec Ray Crawford, meilleur buteur anglais et européen, conjointement avec Derek Kevan de West Bromwich. Matt Busby décrit le duel entre les deux joueurs comme « l'un des plus attrayants de la première division ». En tant que champion, Ipswich Town est qualifié en Ligue des champions. Ils doivent se frotter aux maltais de Floriana. Les battants 14 - 1 sur l'ensemble des deux matchs, le club participe au deuxième tour, se faisant sortir par l'A.C. Milan. Il faudra attendre onze ans avant de revoir Ipswich Town dans une compétition européenne. Alf Ramsey quitte le club en Avril 1963 pour entraîné l'équipe nationale anglaise. Lors de cette saison, Ipswich termine seulement quatre places devant la zone de relégation. Pour commémorer le succès de Ramsey, une statue a été sculptée en 2000 par Ray Crawford, devant l'entrée de Portman Road.
Ramsey est remplacé par Jackie Milburn, ancien joueur de Newcastle. Deux ans après avoir remporté le titre de champion, Ipswich est relégué en deuxième division lors de la saison 1963-1964, encaissant 121 buts en 42 matchs, ce qui est toujours le record du club en une saison. Patrick Mark Cobbold, le frère de John, a rejoint le conseil d'administration en 1964, et leur mère Lady Blanche Cobbold est devenue présidente d'honneur du club. Milburn quitte le club après seulement une saison, et est remplacé par Bill McGarry au début de la saison 1964-1965. Ipswich Town reste quatre saisons en seconde division avant que McGarry réussisse à faire remonter le club au plus haut niveau anglais, en 1967-1968, devançant les Queens Park Rangers d'un seul point. En Janvier 1969, Bill McGarry quitte le club pour entraîner Wolverhampton. Il est remplacé par Bobby Robson.

## Bobby Robson et l'Europe: de 1969 à 1982
La nomination de Bobby Robson est suivie d'une rencontre fortuite avec son directeur général Murray Sangster à Portman Road. Robson avait déjà une certaine expérience de la gestion, étant notamment passé par Fulham. L'entraîneur termine ses deux premières saisons à Ipswich à la 19e et 18e place, mais il réussit à maintenir le club en première division. Lors de la saison 1972-1973, Ipswich Town termine 4e du championnat et remporte la Texaco Cup (victoire 4 - 2 contre Norwich City en finale).
La 4e place acquise signifie qu'Ipswich Town est qualifié en Coupe de l'UEFA. Au premier tour, le club anglais est confronté au Real Madrid, six fois champions d'Europe. Après une victoire 1 - 0 à Portman Road, Ipswich doit défendre son mince avantage. Le capitaine anglais Mick Mills déclare dans la presse espagnole que "El Real no es invincible" ("Le Real n'est pas invincible"). Le match nul 0 - 0 au match retour à Santiago Bernabéu permet à Ipswich Town d'assurer sa qualification. Le club se fait finalement éliminer en quarts de finale, mais la quatrième place en championnat lui permet de se re-qualifier pour la saison suivante.
En 1974-1975, Ipswich Town termine troisième du championnat et se fait éliminer en demi-finale de la FA Cup. Souffrant d'un cancer et de moins en moins apte à exercer ses fonctions, le président John Cobbold est contraint d'échanger sa position avec le directeur général du club, Patrick Cobbold en 1976. Lors des saisons 1975-1976 et 1976-1977, Ipswich finit dans les six premiers en championnat. En 1977, les recruteurs du club font signer Paul Mariner en provenance de Plymouth pour un transfert record de 220 000 £. Les efforts de Mariner (7 buts) permettent au club d'obtenir le deuxième titre de son histoire, une victoire 1 - 0 en finale de la FA Cup 1978 contre Arsenal, grâce à un but de Roger Osborne dans un magnifique stade stade de Wembley. Malgré ce titre qui a permis la qualification de l'équipe en Coupe d'Europe des vainqueurs de coupe, le championnat est bien moins réussi. Ipswich Town termine 18e, seulement trois points devant les relégués. Au cours des deux saisons suivantes, Robson ammène Arnold Mühren et Frans Thijssen à Ipswich, tandis que l'équipe terminait dans le top six de la première division. Selon les mots de l'entraîneur, c'est pourtant la saison 1980-1981 qui "a aidé à mettre Ipswich sur la carte".
Au cours des deux saisons suivantes, le club termine encore une fois à la seconde place, et s'inclinait en demi-finale de la FA Cup, mais le véritable succès de la saison a été la victoire en Coupe de l'UEFA. Après avoir battu l'AS St-Étienne de Michel Platini 1 - 4 au Stade Geoffroy-Guichard, les Anglais s'imposent 1 - 3 à domicile. En demi-finale, Ipswich Town s'impose deux fois 1 - 0 face à Cologne. Lors de leur première finale européenne, les joueurs d'Ipswich sont opposés à l'AZ Alkmaar. La finale étant disputée en Match aller-retour, le match aller à Portman Road voit s'imposer les locaux 3 - 0. Le match retour au Stade Olympique d'Amsterdam n'est qu'une formalité pour les Anglais, qui s'imposent 5 - 4 au cumulé.
La victoire de l'année précédente permet à Ipswich Town d'être qualifié en tant que tête de série pour la Coupe de l'UEFA 1981-1982. Au premier tour, les écossais d'Aberdeen élimine les Anglais. Au niveau national, le club continue ses bonnes performances, terminant deuxième, à seulement quatre points de Liverpool.
Les succès de Bobby Robson avec son club amènent la fédération anglaise à lui offrir le poste de sélectionneur national. Il refuse alors une prolongation de contrat émanant du directeur général du club, Patrick Cobbold, pour un nouveau bail de dix ans. Deux jours plus tard, l'Angleterre est éliminé de la Coupe du monde, et l'entraîneur Ron Greenwood est remercié. Bobby Robson quitte alors Ipswich Town pour succéder à Greenwood. Durant les treize ans qu'il a passé dans l'est anglais, le désormais ex-entraîneur a recruté seulement quatorze joueurs, préférant les joueurs formés au club. En 2002, en reconnaissance de ce qu'il a effectué pour le club, une statue de lui a été érigée, elle aussi à Portman Road. Le 7 juillet 2006, Robson est nommé président d'honneur, le seul depuis Lady Blanche Cobbold, décédée en 1987.

## Après Bobby Robson: de 1982 à 1995
Bobby Robson est remplacé à la tête de l'équipe par Bobby Ferguson. Il passe d'entraîneur à manager en juillet 1982. Lors des saisons 1982-1983 à 1984-1985, le club a atteint les quarts de finale de la FA Cup et les demi-finales de la League Cup. Malgré ces résultats positifs, les performances en championnat régressent : 9e en 1982-1983, 12e en 1983-1984, 17e en 1984-1985. Ces mauvais résultats conduisent, l'année suivante, à la relégation en Championship, à la suite d'une pauvre 20e place. Lors de la saison 1986-1987, Ipswich Town termine 5e, se qualifiant ainsi pour les barrages de montée. La double confrontation contre Charlton se concluant sur une défaite 2 - 1, le coach Ferguson démissionna.
De 1987 à 1990, c'est le natif de Dundee, en Écosse, John Duncan qui manage le l'équipe première. Terminant chaque saison en milieu de tableau et s'étant fait une réputation de club de D2, Duncan est remercié en juin 1990. Il est remplacé par John Lyall, qui venait de passer 14 saisons à West Ham. Avec lui, les Hammers ont remporté deux fois la FA Cup et ont terminé 3e de Premier League. Lyall guide Ipswich Town au milieu de tableau lors de la saison 1990-1991. L'année d'après, il crée la surprise en remportant le championnat, et en accédant ainsi à l'inauguration de la Premier League.
Après un bon début de saison, et une quatrième place en janvier, Ipswich Town F.C. faiblit lors de la phase retour, et termine à la 16e place finale. La seconde saison est une copie conforme : un bon début de saison, suivi d'une baisse en seconde moitié de championnat. Le club ne peut éviter la relégation, lorsque Sheffield United l'emporta face à Chelsea, lors de l'ultime journée. John Lyall est limogé en décembre 1994, alors qu'Ipswich est en difficulté en championnat. Son successeur, George Burley, formé au club, est incapable de changer la donne, et Ipswich Town subit une humiliation en mars : une défaite 9 - 0 contre Manchester United,, record dans un match du championnat. La relégation est confirmée peu de temps après. Ipswich Town termine la saison en ayant concédé 93 buts en 42 matchs. Patrick Cobbold avait quitté la présidence du club en 1991, léguant son rôle à John Kerr. Son frère était mort en 1983. Patrick décède subitement en 1994, mais la famille Cobbold est encore représenté : le neveu de Patrick, Major Philip William Hope-Cobbold rejoint le conseil d'administration en 1995.

## Europe et administration: de 1995 à aujourd'hui
Après avoir siégé au conseil d'administration depuis 1986, David Sheepshanks est nommé président du club en 1995. Les quatre saisons suivantes, c'est la malchance qui frappe Ipswich Town. En 1995-1996, le club rate de justesse les play-off, pour la montée. Les trois saisons suivantes, le club échoue en demi-finale des play-off de montée. En 2000, Ipswich parvient à se qualifier pour la finale des play-off, qu'ils remportent 4 - 2 contre Barnsley à Wembley. Le club accède donc à la Premier League, cinq ans après.
À l'intersaison, Ipswich Town ne recrute qu'un seul joueur : Hermann Hreiðarsson en provenance de Wimbledon pour £4M, deux jours avant le début de la saison. Les deux anciens footballeurs Rodney Marsh et Mark Lawrenson, reconvertis en consultants télévisés, annoncent alors que la seule issue possible pour Ipswich cette saison est la relégation. Malgré ces prédictions, les bleus et blancs réalisent une très bonne saison, terminant au pied des places qualificatives pour la Ligue des Champions. La cinquième place, acquise lors de la dernière journée contre Derby County, permet cependant à Ipswich Town de se qualifier pour la Coupe de l'UEFA. L'entraîneur d'Ipswich, George Burley est alors récompensé du titre de Meilleur entraîneur de l'année, récompense attribué aux champions d'Angleterre jusqu'à présent.
À l'été 2002, Matteo Sereni et Finidi George arrive à Ipswich pour renforcer l'effectif, en vue des compétitions européennes. Malgré ces renforts, Ipswich Town a du mal au début de saison. Le club se situe en bas de tableau, contrairement à l'année précédente. Cependant, l'équipe réussie en Coupe de l'UEFA, s'imposant notamment face à l'Inter Milan, 1 - 0 à Portman Road. Malgré ce bon résultat, Ipswich ne peut empêcher la victoire italienne au retour à Giuseppe-Meazza, une défaite 4 - 1 qui élimine les Anglais. En grosse difficultés à Noël, une série de sept victoires en huit matchs permet au club de remonter au classement. Après cette série, tous les supporteurs et membres du club pensaient avoir obtenu le maintien. Malheureusement pour eux, l'ultime défaite 5 - 0 à Anfield contre Liverpool est fatale à Ipswich Town, qui est relégué. La perte de revenues, due à la descente en Championship, est vécue très difficilement par le club qui est obligé de vendre un certain nombre de joueurs, parmi lesquels Jamie Clapham, Darren Ambrose et le capitaine Matt Holland. Ipswich Town réussit tout de même à récupérer une place pour la Coupe de l'UEFA, via le système de fair-play UEFA. Le club se fera éliminer au second tour par les tchèques du Slovan Liberec. À la mi-octobre, la 19e place d'Ipswich sera fatale à l'entraîneur Burley, qui se fait limoger, après huit ans au club.
Ancien joueur du club, le néo-entraîneur anglais Tony Mowbray assure l'intérim en 2002. Il assurera les fonctions d'entraîneur pendant un mois. C'est Joe Royle, ancien entraîneur d'Oldham, d'Everton et de Manchester City qui prend les rênes de l'équipe. Royle est un entraîneur d'expérience : il a déjà réussi quatre promotions et a gagné la FA Cup. En tant que joueur, il a été nommé Joueur de l'année dans sa seule année complète avec les rivaux de Norwich.
Lorsque Joe Royle a pris ses fonctions, Ipswich Town luttait pour ne pas descendre en troisième division. L'arrivée d'un nouvel entraîneur a suscité un engouement puisque le club est-anglais termine à quelques points seulement des play-off de montée. Lors de la saison 2002-2003, le club termine cinquième à la fin de la saison régulière. Les demi-finales tourneront à l'avantage de West Ham, 2 - 1 sur l'ensemble. La saison suivante, Ispwich Town termine à deux petits points de Wigna et de la montée. Ils perdent une seconde fois d’affilée contre West Ham, 4 buts à 2. Bien que favoris pour la montée au début de la saison 2005-2006, le club termine à une pauvre 15e place. L'entraîneur démissionne le 11 mai.
Lors d'une conférence de presse le 5 juin 2006, Jim Magilton est officiellement intronisé manager, alors que l'ancien responsable du centre de formation Bryan Klug est nommé entraîneur de l'équipe première. La première saison de ces deux hommes se conclut par une 14e place finale, pas suffisant pour les supporteurs du club. Lors de cette année, Ipswich Town devient le premier club anglais à être neutre en carbone, à la suite d'un partenariat entre les fans et le sponsor de l'équipe E.ON. En octobre 2007, l'homme d'affaires Marcus Evans injecte £44M pour devenir actionnaire majoritaire du club. En 2007-2008, les hommes de Magilton progressent à nouveau et termine à la huitième position. La saison suivante, l'équipe ne peut accrocher une place qualificative pour les play-off, et le 22 avril 2009 est le dernier de Jim Magilton à la tête du club, il est licencié. Son successeur est nommé le lendemain, il s'agit de l'ancien mancunien Roy Keane. Le président depuis 14 ans, Sheepshanks démissionne de son poste le 20 mai. La saison 2009-2010 commence par une série de 14 matchs sans victoires, la plus mauvaise série jamais réalisé par le club. La première saison de Keane se conclut par une 15e place, bien en dessous des attentes du public. La deuxième saison de l'irlandais à la tête du club est très difficile, et l'équipe pointe à la 19e place lors des fêtes de fin d'année. Roy Keane quitte le club le 7 janvier 2011. Ian McParland assure l'intérim durant deux matchs, dont une de Cup contre Arsenal (défaite 3 - 0, à l'Emirates Stadium). Paul Jewell prend la tête de l'équipe à la mi-janvier pour le reste de la saison. Ispwich Town termine 13e cette année là, et 15e l'année suivante, la première saison complète de Jewell. Ipswich étant au find fond du classement à la fin octobre, 'entraîneur et le club se séparent. Chris Hutchings commande l'équipe durant un match, avant que l'irlandais Mick McCarthy signa au club. Ipswich termine 14e du championnat cette année là.